# 볼츠만 공정분배
볼츠만 공정분배 원칙(영어: Boltzmann Fair Division, 볼츠만 공평분배 원칙으로도 불림)은 통계물리학의 볼츠만 분포에서 영감을 받은 자원 배분의 확률적 모델이다. 이 원칙은 기여(contribution), 필요(need), 선호(preference) 등 인간적 요인을 통합한 '분배 잠재력(distribution potential)'이라는 개념을 도입한다. 분배 잠재력에 따라 자원이 협상이나 전략적 행동 없이 자발적이고 확률적으로 배분된다. 이 원칙은 소득 재분배, 배출권 할당, 공공정책 설계 등 현실의 다양한 분배 문제를 수리적으로 분석할 수 있는 대안적 틀로 제안되었다.
이 개념은 혁신적이고 실용적인 분배 정의 모델로 국내외 언론과 학술지에서 폭넓게 조명되었다.

## 배경
전통적 분배정의 이론(평등주의, 능력주의, 필요중심, 롤스의 정의, 노직의 권리 등)은 서로 상충하거나 현실에 적용이 어려운 경우가 많다. 볼츠만 공정분배 원칙은 단일 조정 변수 β(베타)를 사용해 다양한 분배 논리를 수학적으로 표현할 수 있다.

## 수학적 구조
참여자 {\displaystyle j}에게 자원 단위가 할당될 확률 {\displaystyle P_{j}}는 다음과 같이 정의된다:
{\displaystyle P_{j}={\frac {e^{\beta x_{j}}}{\sum _{k}e^{\beta x_{k}}}}}
여기서
- {\displaystyle x_{j}}: 참여자 {\displaystyle j}의 분배 잠재력(기여, 필요, 선호 등 포함)
- {\displaystyle \beta }: 분산(확산) 매개변수
  - {\displaystyle \beta =0}이면 완전한 평등분배
  - {\displaystyle \beta \to \infty }이면 능력주의적(기여도 비례) 분배

## 주요 특성
1. 자발적 분배: 협상, 감정, 전략적 행동 없이 자원이 자동적으로 배분된다.[2][4]
2. 엔트로피 기반 메커니즘: 엔트로피 극대화 원리에 따라 분배가 결정되며, 자연·사회적 공정성 개념과 연결된다.[2][3][4]
3. 이질성의 반영: 기여, 필요, 선호 등 다양한 요소가 분배 잠재력에 통합될 수 있다.[2]
4. 단일 파라미터의 유연성: β 값 하나로 평등분배~능력주의 분배를 연속적으로 조정할 수 있다.[1][2][4]
5. 후생함수와의 결합성: 사회후생극대화(효용 극대화 등)와 결합해 정책 분석에 활용할 수 있다.[1][3]
6. 포용성: 기여도가 0인 참여자도 0이 아닌 확률로 자원을 받을 수 있다.[2][3][4]
7. 확장성: 참여자 수가 늘어나도 수학적 구조가 단순하다.[2][4]

## 전통 이론과의 비교
| 이론        | 원칙             | 볼츠만 원칙과의 관계                       |
| ----------- | ---------------- | ------------------------------------------ |
| 평등주의    | 균등 배분        | β = 0일 때 동일                            |
| 능력주의    | 기여도 배분      | β가 높을수록 유사(기여도 낮아도 일부 배분) |
| 필요중심    | 필요에 따라 배분 | 분배 잠재력에 반영 가능                    |
| 롤스 정의론 | 맥시민 원칙      | 후생최적화로 구현 가능                     |
| 노직 권리론 | 소유 권리 중심   | 결과(종단점) 중심, 초기 분배와 구분        |

## 적용 사례
볼츠만 공정분배 원칙은 학술 연구와 언론 보도 등 다양한 맥락에서 논의·적용되었다.
- 배출권 거래제: 8개국 시뮬레이션에서 무상할당, 경매 등 기존 방식 대비 공정성과 효율성이 모두 우수하게 나타났다.[18]
- 소득재분배: 미국, 중국, 핀란드, 남아공, 태국 등에서 실증 적용되어 '실현 가능한 평등' 기준선과 공정 소득분포를 계량적으로 제시했다.[1][19]
- 공공정책: 백신 배분, 예산 할당 등 공공재·자원 분배 정책에 적용 가능성이 논의되었다.[2][5]
- 게임이론 대안: 전략적 행동(게임이론) 없이 엔트로피 기반으로 배분되는 새로운 메커니즘으로 주목받고 있다.[3][4]

## 사고 실험: 화성의 케이크 나누기

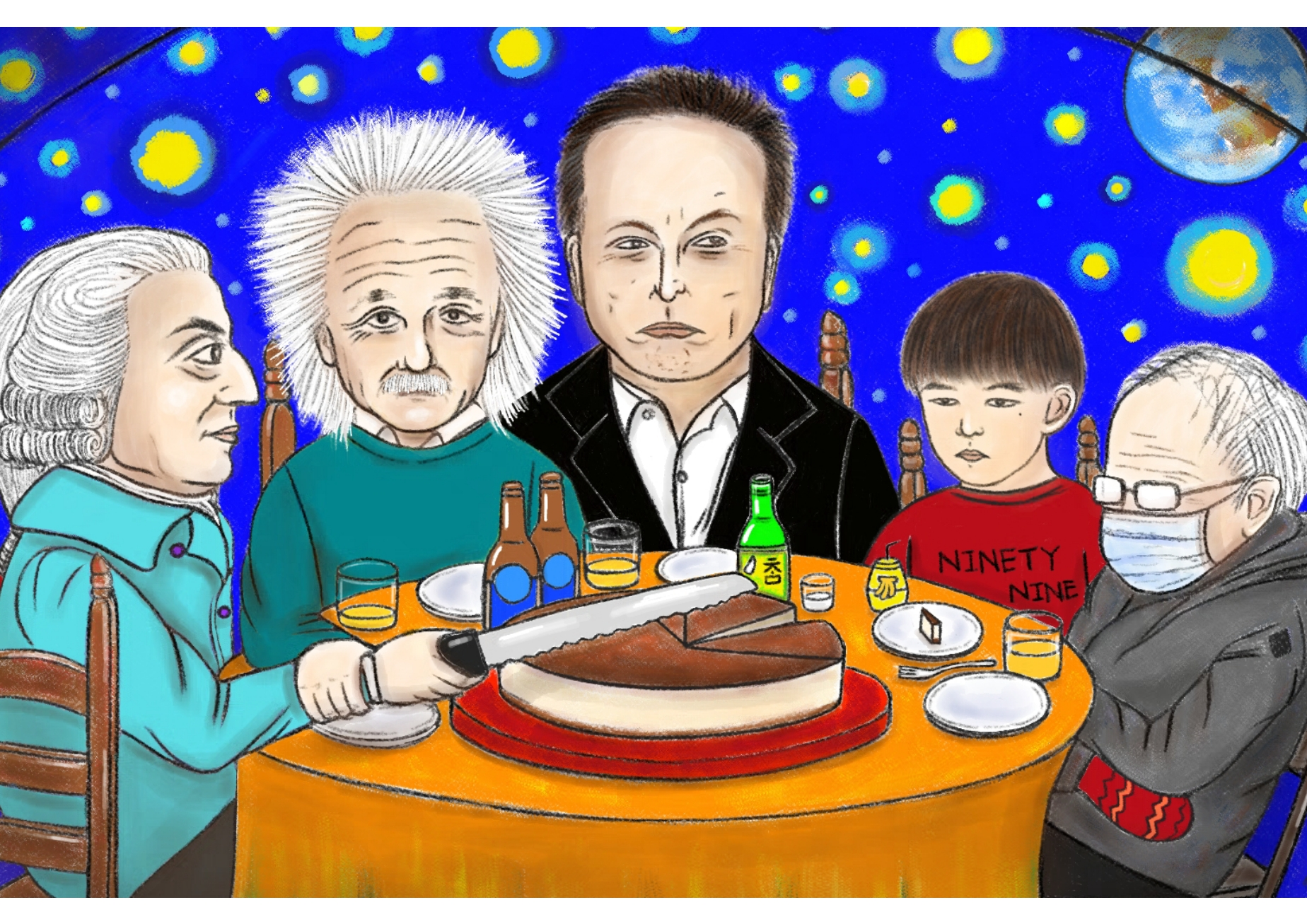
볼츠만 기반 공정분배를 화성에 적용한 개념도(원작, 최초 발표: LSE Public Policy Blog, 2023).

LSE 블로그에 소개된 사고실험에서는, 기여·필요·선호가 각기 다른 5명의 화성 탐사대가 한정된 케이크를 나눠야 하는 상황을 가정한다. 볼츠만 분배 모델은 평등 또는 협상 대신, 지수 확률 함수에 따라 자발적이고 편향 없는 분배가 이뤄짐을 보여준다.

## 한계와 추가 연구
실용성과 단순성에서 긍정적 평가를 받았으나, 실제 적용 시 '개인의 분배 잠재력(기여, 필요 등) 계량'의 어려움, 다양한 사회·경제 맥락에서의 효과성 평가가 추가 연구 과제로 남아 있다.

## 언론 및 대중의 반응
볼츠만 공정분배 원칙은 국내외 주요 언론에서 "현실 공정성 문제에 대한 단순하면서도 강력한 해결책"으로 평가받았다. 국내에서는 아시아경제 등에서 기존 분배방식의 대안으로 소개되었으며, LSE 블로그 등 학술 커뮤니티에서도 실제 적용사례와 사고실험을 다루고 있다.

## 같이 보기
- 분배정의
- 공정분배
- 공평분배
- 자원 배분
- 엔트로피
- 사회정의
- 소득 불평등
- 효용이론
- 통계물리학
- 공공정책
- 기본소득
- 인공지능
- 자동화
- 알고리즘적 공정성

## 참고문헌
1. 1 2 3 4  Park, J.-W., & Kim, C. U. (2021). Getting to a feasible income equality, PLOS ONE, 16(3): e0249204.
2. 1 2 3 4 5 6 7 8 9 10  Park, J.-W., Kim, J.U., Ghim, C.-M., & Kim, C. U. (2022). The Boltzmann Fair Division for Distributive Justice, Scientific Reports, 12(1): 16179.
3. 1 2 3 4 5 6 7  Park, J.-W., Kim, J.U., Ghim, C.-M., & Kim, C. U. (2023). The Boltzmann Method: A Solution to Divide Limited Resources Fairly, LSE Public Policy Blog.
4. 1 2 3 4 5 6 7 8 9  "New study unveils Boltzmann fair division for distributive justice," Phys.org, 2023-01-12.
5. 1 2 3 4  김용우, "사회·경제 문제 '공정분배'를 물리학으로 풀었다?", 아시아경제, 2022-10-10.
6. ↑  "New study unveils Boltzmann fair division for distributive justice," Mirage News, 2023-01-12.
7. ↑  “물리학으로 찾은 공정분배원칙 … 볼츠만 공정분배원칙,” 대학지성, 2022-10-11.
8. ↑  “공정분배란 무엇인가?... 물리학 원리에 착안한 분배원칙,” 특허뉴스, 2022‑10‑11.
9. ↑  “UNIST연구팀, 물리학 적용 ‘공정분배원칙’ 고안,” 울산제일일보, 2022-10-11.
10. ↑  "통계물리학으로 모두가 만족하는 공정한 분배가 가능해진다," 서울신문, 2022-10-10.
11. ↑  "'발상의 전환'…UNIST·울산대 연구진 '공정분배' 물리학으로 풀었다," 조선비즈, 2022-10-10.
12. ↑  "통계물리학 'β 값'은 사회적 온도…공정분배 원리 구현," 매일경제, 2022-10-10.
13. ↑  "모두가 만족하는 케이크 나누기," 네이트뉴스, 2022-10-16.
14. ↑  "볼츠만 공정분배원칙 관련 공식 보도," UNIST 뉴스센터, 2023-01-09.
15. ↑  "The Boltzmann fair division for distributive justice," PubMed, 2022.
16. ↑  "The Boltzmann fair division for distributive justice," IDEAS/RePEc, 2021.
17. ↑  "Well balanced, favorable to socially disadvantaged," ResearchGate, 2022.
18. ↑  Park, J.-W., Kim, C. U., & Isard, W. (2012). Permit Allocation in Emissions Trading Using the Boltzmann Distribution, Physica A, 391: 4883–4890.
19. ↑  Sitthiyot, T., & Holasut, K. (2024). Quantifying fair income distribution in Thailand, PLOS ONE, 19(4): e0301693.